# أدولفو فيراتا
أدولفو فيراتا (بالإنجليزية: Adolfo Ferrata) ( 9 مارس 1946 26 أبريل 1880 في بريشيا)، طبيب إيطالي متخصص في علم الامراض وأمراض الدم . في عام 1904 حصل على شهادة الطب من جامعة بارما، قضى السنوات التالية في إجراء البحوث العلمية في عيادات في بارما وبرلين ونابولي. عمل أستاذا لعلم الأمراض من 1921-1924 في جامعات من ميسينا وسيينا، وعمل بعد ذلك كأستاذ في طب الباطنة في جامعة بافيا، وهو المنصب الذي احتفظ خلال الفترة المتبقية من حياته المهنية. [1] أسس في عام 1920 فيراتا مجلة هيماتولجكا الطبية (بالإنجليزية: Haematologica).